# 楞嚴閣
楞嚴閣位於四川省遂寧市射洪縣，文物遺址年代判定為清。2012年7月16日公佈為第八批四川省文物保護單位。
楞嚴閣位於四川省遂寧市射洪縣洋溪鎮牖壁村。始建於唐代（1978年拆毀的五主殿有唐玄宗五年題記），清嘉慶元年（1796）重修。坐西向東，占地面積約20000平方公尺。楞嚴閣依山就勢，由下自上，整體呈院落式佈局，現存建築有山門、五祖殿、文昌殿、東嶽殿、老君殿、藏經樓。2004年，楞嚴閣被遂寧市人民政府公佈為市級文物保護單位。